# Hanoğlu, Sivaslı
Hanoğlu là một xã thuộc huyện Sivaslı, tỉnh Uşak, Thổ Nhĩ Kỳ. Dân số thời điểm năm 2010 là 290 người.